# 西姆拉协定
西姆拉协定是印度和巴基斯坦于1972年7月2日在印度喜马偕尔邦首府西姆拉签署的和平条约。 
在協定簽訂前的1971年，印度介入東巴基斯坦事务，印度一方支持東巴基斯坦獨立，並且引爆了1971年印巴战争。孟加拉国解放战争期间，印度与孟加拉民族解放軍結盟，共同对抗巴基斯坦武装部队。 
隨著巴基斯坦方面的戰敗，巴基斯坦與印度簽訂西姆拉协定，巴基斯坦和印度在條約中表示要互相尊重對方主權的完整，印度和巴基斯坦的軍隊撤回至各自的國界之內，並且承認印巴控制線，同時巴基斯坦方面也承认孟加拉国獨立 。
2025年帕哈爾加姆襲擊發生後，由於印度退出印度河水協定，巴基斯坦方面表示退出西姆拉协定  。